# Seznam děkanů Fakulty veterinární hygieny a ekologie Veterinární univerzity Brno
Toto je seznam děkanů Fakulty veterinární hygieny a ekologie Veterinární univerzity Brno.
1. Stanislav Zima (1991–1994)
2. Vladimír Večerek (1994–1997)
3. Augustin Buš (1997–2000)
4. Vladimír Večerek (2000–2006)
5. Lenka Vorlová (2006–2010)
6. Ladislav Steinhauser (2010–2014)[2]
7. Bohuslava Tremlová (od 2014)[3][4]